# Фієрро (Точка)

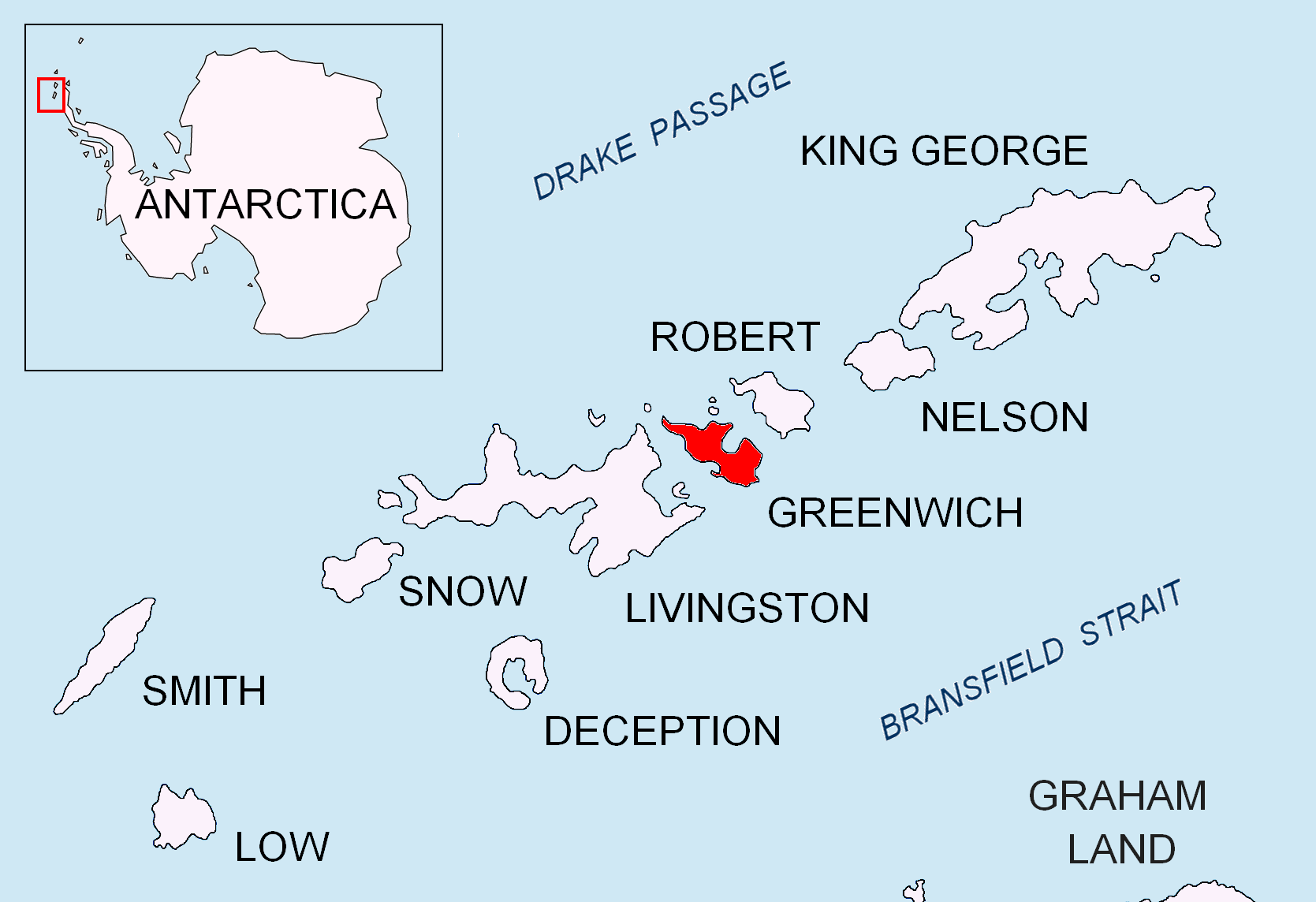
Розташування острова Гринвіч на Південних Шетландських островах.

62°30′04″ пд. ш. 59°43′40″ зх. д. / 62.50122° пд. ш. 59.7277° зх. д.
Точка Фієрро — точка, що виступає на 400 м у південну частину затоки Діскавері з боку шиї Первомай, острів Гринвіч на Південних Шетландських островах, Антарктида. Точка утворює південну сторону входу в бухту Басулло (62°29′58.4″ пд. ш. 59°43′57″ зх. д. / 62.499556° пд. ш. 59.73250° зх. д.) та північно-західну сторону входу в бухту Рамос (62°30′18.3″ пд. ш. 59°43′45″ зх. д. / 62.505083° пд. ш. 59.72917° зх. д.).
Ця точка була названа чилійською антарктичною експедицією 1947-48 років на честь учасника екіпажу експедиційного фрегата «Ікіке»: Торпедомана Фієрро.

## Розташування
Точка знаходиться за координатами 62°30′04.1″ пд. ш. 59°43′41.5″ зх. д. / 62.501139° пд. ш. 59.728194° зх. д., що знаходиться на відстані 480 м на південний схід від точки Лаббе та 700 м на північний захід від точки Корреа (чилійське картографування в 1951 р., Британське у 1968 р. Та болгарське у 2005 та 2009 рр.)

## Мапи
- Л. Л. Іванов та ін. Антарктида: острів Лівінгстон та острів Гринвіч, Південні Шетландські острови . Масштаб 1: 100000 топографічної карти. Софія.
- Л. Л. Іванов. Антарктида: острови Лівінгстон та Гринвіч, Роберт, Сноу та Сміт [Архівовано 24 квітня 2008 у Wayback Machine.] . Масштаб 1: 120000 топографічної карти. Троян: Фонд Манфреда Вернера, 2009.ISBN 978-954-92032-6-4